# Commodore REU

Demo

Le Commodore REU (acronimo di RAM Expansion Unit o brevemente REU) sono una gamma di periferiche, prodotte dalla Commodore International, che permettono l'espansione della memoria RAM degli home computer Commodore 64 e Commodore 128.
Presentate al pubblico durante il lancio del Commodore 128, nel 1985, la gamma delle REU comprendeva tre modelli. Inizialmente furono presentati i modelli 1700 e 1750. Il modello 1700 espandeva la memoria RAM di 128 KB mentre il modello 1750 espandeva la RAM di 512 KB. Più tardi fu presentato, per il Commodore 64, il modello 1764 da 256 KB.

## Descrizione hardware
Anche se il Commodore 128 poteva nativamente accedere a più di 64 KB di RAM (attraverso il metodo del bank switching), alla memoria interna della REU non si poteva accedere direttamente ma solo attraverso il trasferimento dati tra la memoria principale del Commodore 128 e quella della REU. Questo metodo era quindi più lento.
Il Commodore BASIC 7.0 di cui era dotato il Commodore 128 aveva tre comandi (STASH,FETCH e SWAP) per leggere e scrivere i dati memorizzati nella REU.

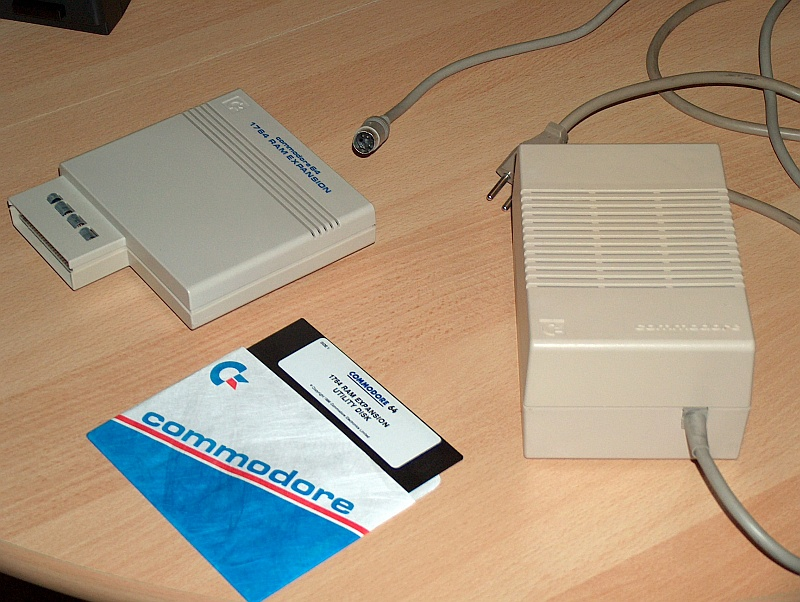
1764 REU con l'Utility Disk e l'alimentatore maggiorato da 2.5 Ampere

Ufficialmente, solo i modelli 1700 e 1750 erano supportati sul Commodore 128. Il modello 1764, da 256 KB, era sviluppato per il Commodore 64. Tuttavia, a parte l'alimentatore maggiorato da 2.5 ampere (perché il modello di serie fornito con il c64 non era abbastanza potente per alimentare anche la REU 1764), c'erano solo piccole differenza tra i tre modelli.
In pratica, la differenze tra il 1764 e gli altri due modelli, avevano solo piccoli effetti sulla compatibilità, tanto che la gente utilizzava i modelli 1700 e 1750 anche sui Commodore 64. Allo stesso modo veniva usato il modello 1764 sui Commodore 128.
Alcuni rivenditori vendevano poi il modello 1764 separato dal relativo alimentatore.
A causa di una scarsità di produzione dei chip di memoria avvenuta alla fine degli anni '80, il 1750 fu prodotto solo in piccole quantità. Tuttavia non era difficile aggiornare il modello 1700 oppure il modello 1764 portandolo a 512 KB.
All'inizio degli anni '90 apparirono degli schemi elettrici modificati al fine di portare la memoria delle REU fino ad 1 MB o più.

## Differenze tra i modelli
La scheda elettronica del 1700 era identica a quella del modello 1750, ed una traccia, marcata J1, indicava la dimensione dei chip di memoria utilizzati sulla scheda. Sui modelli 1750 e 1764 questa traccia era stata tagliata.
I modelli 1700 e 1750 avevano poi una resistenza (nello schema elettrico in posizione R4) che, a detta dell'ingegnere elettronico della Commodore, Fred Bowen, compensava le differenze tra la porta d'espansione del Commodore 128 e quella del Commodore 64. Il modello 1764 era invece privo di tale resistenza.
Fred Bowen ed altri ingegneri della Commodore si raccomandavano di non usare il modello 1764 sui Commodore 128 senza prima aver aggiunto la resistenza. Allo stesso modo si raccomandavano di non usare il 1700 ed il 1750 sui Commodore 64 senza prima aver tolto la resistenza.
Era possibile verificare la presenza della REU 1750 leggendo il contenuto della memoria. Leggendo infatti il contenuto dell'indirizzo $DF00, se il bit 4 era posto a 1 la REU era una 1750, in caso contrario la REU era un modello 1700 oppure 1764.
Tuttavia questa procedura non distingueva tra il modello 1700 ed il modello 1764.

## Software supportato
Pochi software facevano uso delle REU. Come per altri prodotti add-on della Commodore la loro scarsa diffusione, in confronto alla diffusione ad esempio del Commodore 64, ha fatto sì che pochi sviluppatori investissero risorse nel supporto a questi dispositivi.
Anche lo scarso supporto commerciale da parte di Commodore fece vendere poche di queste unità, che altrimenti, avrebbero potuto aver più successo.
Assieme alla REU veniva fornito un apposito software tramite il quale la memoria aggiuntiva veniva utilizzata come un RAM disk, purtroppo anche la compatibilità con i RAM disk da parte dei software commerciali fu saltuaria.
Il sistema operativo GEOS supportava nativamente queste REU come un RAM disk. Lo stesso faceva la versione del sistema operativo CP/M per il Commodore 128. Alcuni programmi che effettuavano la copia da disco a disco utilizzavano la REU per avere un'alta velocità nella copia di un singolo floppy disk.
L'alta velocità delle REU, se confrontata con quella dei floppy drive della Commodore, fece diventare popolari le REU tra gli operatori delle BBS.

## Unità prodotte da terzi
Un'altra azienda, la Creative Micro Designs, produsse infine il modello 1750 XL che era una espansione di memoria da 2 MB, Mentre la Chip Level Designs produsse il Super 1750 Clone, venduto dalla Software Support International.